# Alam El Phan
Alam El Phan (عالم الفن(ar)) ((fr) Le monde de l'art) ((en) The Music World) est un label de musique produisant des artistes arabes.